# 羅氏箭齒前肛鰻
羅氏箭齒前肛鰻，又稱羅氏昏糯鰻，為輻鰭魚綱鰻鱺目通鰓鰻科的其中一個種。

## 分布
本魚分布於台灣海域。

## 深度
水深200至1020公尺。

## 特徵
本魚無鱗。上頜較下頜長。前上頜骨齒為一叢。上頜骨齒細小，形成齒帶；下頜骨齒細小，遍佈整個下頜；鋤骨齒圓錐狀，前端排成一列狀，後端成一單列。不具複合齒。背鰭起點在肛門之稍後。脊椎骨數200至203。體長為體高的14.9倍；尾長為頭與軀幹的3.4倍；頭長為吻長的3.9倍。口裂超過眼之後緣。吻鈍。眼大，有尾鰭。背鰭、臀鰭及尾鰭相連。胸鰭發育完善。肛門至鰓裂之距離小於頭長。前鼻孔管狀，後鼻孔在眼前。體長可達74.5公分。

## 生態
屬於底棲魚類，在200公尺以上深之海域活動，以甲殼類及軟體動物為食。

## 經濟利用
數量少，不具經濟價值。

## 外部連節
- 羅氏箭齒前肛鰻介紹 （页面存档备份，存于）